# 翠屏山多佛塔
翠屏山多佛塔，位于山东省济南市平阴县翠屏山顶，是中华人民共和国全国重点文物保护单位之一。
1977年12月23日，公布为山东省文物保护单位，2013年5月公布为全国重点文物保护单位，是一座古建筑及历史纪念建筑物。